# Kate Adriaensen
Kate Adriaensen, née le 29 septembre 1986 à Deurne, est une skieuse nautique belge.

## Palmarès
- Jeux mondiaux
  - 2009:  Médaille d'or à Kaohsiung
  - 2017:  Médaille de bronze à Wrocław